# Піддовге
Піддóвге —  село в Україні, в Шептицькому районі Львівської області. Населення становить 42 особи (2023 р.)

## Історія
Точну дату заснування села Піддовге встановити неможливо через відсутність письмових джерел, однак можна припустити його появу між 1783 р. (село відсутнє на історичній мапі Фрідріха фон Міґа Galizien und Lodomerien (1779–1783) - First Military Survey) та 1861 роком, коли воно з'являється на історичній мапі Galicia and Bucovina (1861–1864) - Second military survey of the Habsburg Empire під назвою Poppdouhe. А вже під виправленою назвою Podouhe (Podołhe) село відображене на історичній мапі Habsburg Empire (1869-1887) - Third Military Survey (1:25000).
Ще одною підставою для такого припущення є прізвища корінних жителів села - Гайдюк, яке є найпоширенішим в селі і донині: на мапі за 1779-1783 рр. у лісі, який відділяє Піддовге від с. Хлівчани, неподалік села у місцевості, яка в усній традиції зветься "Становисько" (тобто, першопочатковий стан), позначений хутір під назвою Gadjuk, очевидно, від спотвореного австрійськими військовими картографами Gajduk. Ймовірно, тоді ж всіх жителів і було записано під таким прізвищем. Тобто, можемо зробити висновок, що початкове поселення з місцевості "Становисько", з невідомих причин, між 1783 і 1861 роками було перенесено приблизно на 2 км до місця теперішнього розташування села.
Оскільки село Піддовге впродовж бл. 200 років свого існування належало до парафії Різдва Пресвятої Богородиці с. Хлівчани, то можемо припустити, що засновниками хутора Гайдюк, а пізніше - сучасного Піддовгого - були вихідці з с. Хлівчани. Про приналежність Піддовгого як присілка до села Хлівчани свідчить також Географічний словник Польського Королівства та інших слов'янських країв (1880 р.).
Назва села ймовірно походить від назви поля "Довге", яке розташоване на південному сході на відстані бл. 1 км[1]. 
Важливою сторінкою в історії Піддовгого ХХ-го століття було заснування на території села польської колонії (парцеляції), яку утворили, як видається, переселенці з польських Мазурів (через що в селі назви поляк і ма́зур були тотожними) в рамках політики заселення так званими осадниками Східних Кресів (східного прикордоння) уряду 2-ї Речі Посполитої (Польської Республіки). Ці новоприбулі поляки утворили своє поселення на західному краю села вздовж колишньої дороги до села Салаші (нині Діброва). З того часу територія колишнього поселення на довгі роки отримала назву "Мазури". Дата переселення польської людності до села невідома, однак це могло статися не пізніше 1923 р., про що свідчить запис на порталі "Генеалогія поляків" про народження у с. Піддовгім 03.11.1923 р. Францішки Стопири (Franciszka Stopyra), мати якої Анна походила з родини Каліш (Kalisz). Цікаво, що на мапі WIG (Wojskowy Instytut Geograficzny) за 1933 рік польської колонії на території села не відображено, однак її дуже виразно відображено на мапі за 1936 рік, де можна розглянути практично кожну садибу, яких на мапі налічується близько 20.
За усними спогадами жителів села можна ідентифікувати прізвища кількох переселенців: Каліш (найближча до села садиба), Янчур, Патер (ще у 1960-ті роки на місці тої парцеляції збереглася саджавка, яку називали Патрове), Трамбальський, Кіх. В останні роки існування польської колонії у селі навіть було побудовано початкову школу, до якої ходили як польські, так і українські діти.
Історія цього поселення завершилася трагічно: з початком 2-ї Світової війни 1 вересня 1939 року територію лівого берега Західного Бугу зайняв більшовицький СССР, відтак почався терор мирного населення цієї частини Східної Галичини. Польські колоністи совєтами були визнані "неблагонадійним елементом" і брутально вивезені до Сибіру: їм дали буквально кілька годин зібратися, люди полишили все, крім одягу і якихось харчів, їх відвезли на найближчу залізничну станцію, посадили в вагони. Їх подальша доля невідома. За розповідями односельчан-українців, їм було наказано доглядати якийсь час покинуту в обійстях худобу та іншу живність, поки її не забрали і вивезли. Хати розібрали і перенесли до інших сіл. Разом з хатами перенесли і школу, від якої на довгі роки залишалася глибока яма, заросла полином. Єдиний слід, який залишився від тієї колонії - фіґура (кам'яний хрест) на східному в'їзді, на якій вибито незавершений напис "Na pamiątkę w Poddługim r. 1939". 
1 серпня 1934 року в Равському повіті Львівського воєводства було створено ґміну Брукенталь (подібно до нинішніх територіальних громад) з центром в с. Брукенталь[2]. До складу ґміни входили наступні сільські громади: Брукенталь, Хлівчани, Хоронів, Піддовге, Домашів, Карів, Остобіж, Салаші, Тяглів, Воронів.
Після ліквідації у 1940 р. Равського повіту Піддовге перебувало у складі новоствореного Угнівського району (1940-1941 рр.).
Після 2 Світової війни із встановленням колгоспного ладу село було приєднано до артілі (колгоспу) ім. Ів. Франка у складі Хлівчанської сільської ради.
Село від 1944 р. почергово перебувало у складі: Великомостівського району (1944-1959 рр.), Забузького району (1959-1962 рр.) та Сокальського району (1962-2020 рр.).
Після утворення Сокальського району в ході кампанії укрупнення малих районів[3] та з огляду на суттєво ближчу відстань до с. Пристань у порівнняні з Хлівчанами село було приєднано до колгоспу "Прогрес" Бутинської сільської ради. 
З кінця 1950-х до середини 1980-х років у селі існувала бібліотека, яка складалася зі списаних фондів районної бібліотеки. 
1968 року село було електрифіковано. 
Критичним для долі села на довгі роки стало прийняття на початку 1960-х років кількох партійно-урядових постанов (зокрема «Про заходи по здійсненню планомірного переустрою сіл в УРСР» (19 грудня 1964) та ін.), у яких ішлося про розвиток, головним чином, центральних садиб укрупнених колгоспів та радгоспів і визначалася група «перспективних» сіл, у яких мала вестися комплексна забудова за типовими проектами. Розвиток соціальної інфраструктури передбачався лише в тих селах, де мешкало понад 200 осіб. Тим самим значна кількість сільських поселень потрапляла до «неперспективних».
Серед таких неперспективних опинилося й село Піддовге. Позбавлене будь-яких шансів на розвиток як повноцінного села[4], воно поступово занепадало, насамперед втрачаючи молодь, яка працевлаштовувалась переважно на червоноградських шахтах з перспективою отримати житло в місті. 

## Населення

### Мова
Розподіл населення за рідною мовою за даними перепису 2001 року:
| Мова       | Кількість | Відсоток |
| ---------- | --------- | -------- |
| українська | 57        | 100%     |

## Люди села
Микита Мельницький (1900-1977 рр.), охотник (доброволець) Української Галицької Армії (УГА) з 1918 р., ветеран українсько-польської війни 1918-1919 рр. У боях за місто Белз отримав важке поранення розривною (експансивною) кулею, перебував у польському військовому шпиталі, пізніше був інтернований. Повернувся інвалідом. Після війни перебував під опікою "Українського товариства допомоги інвалідам" у Львові.

## Релігія
У селі діє зареєстрована релігійна громада Львівсько-Сокальської Єпархії Української Православної Церкви (Православної Церкви України) парафії Пресвятої Богородиці у селі Піддовге Шептицького району Львівської області. Храмовий празник 1 жовтня.

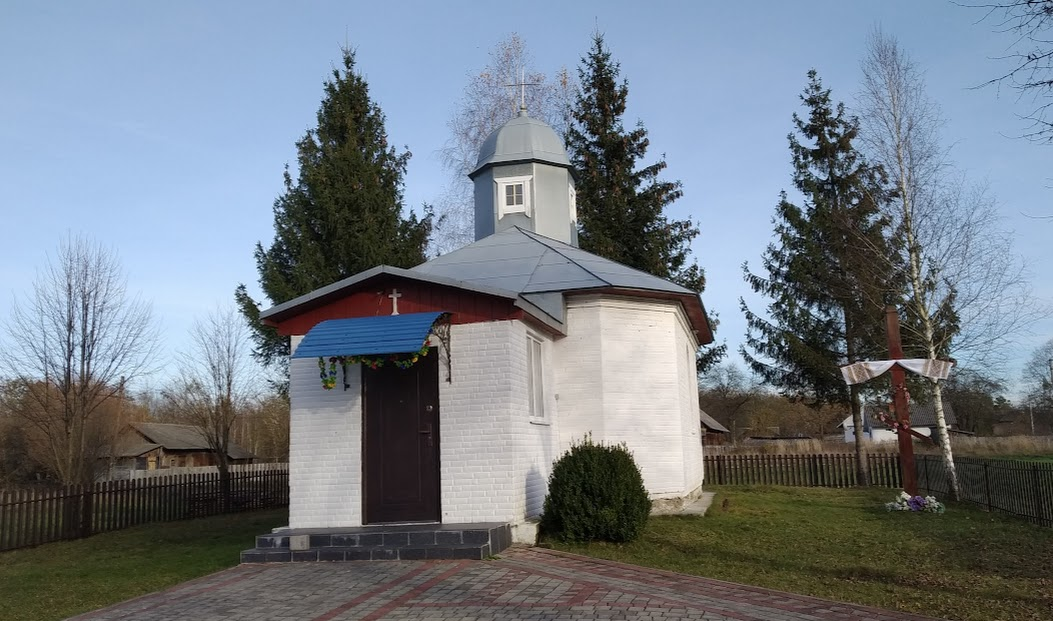
Церква Покрови Пресвятої Богородиці в с. Піддовге

[1] Це ще одне підтвердження того, що заснували село вихідці з с. Хлівчани, бо якраз з боку Хлівчан поселення було «під Довгим».
[2] Сьогодні села Брукенталь, як і інших німецьких колоній Галичини, не існує. Про долю с. Брукенталь існують суперечливі свідчення. Відомо, що в рамках політики полонізації населення Східної Галичини (Західної України) у 1938 р. село було перейменовано на Белінув (Belinów). Ще до того відзначались конфлікти брукентальських німців з призначуваними Архієпископом на Брукентальську римсько-католицьку парафію ксьондзами, які намагались переводити Службу Божу на польську мову. У 1940 р. всіх німців переселили на територію Німеччини в рамках програми «Heim ins Reich», а їхні господарства зайняли поляки. Після нападу Німеччини на СРСР 22 червня 1941 р. та ліквідації щойнопроголошеної 30 червня 1941 р.  Проводом ОУН Відновленої Української Держави загострились конфлікти між українським населенням і новою німецькою адміністрацією та антиукраїнськи настроєними поляками. У 1943 р. у Брукенталі німецька адміністрація створила і озброїла карабінами так звану "самооборону" з німців і поляків. У березні 1944 року сотня УПА напала на село, знищила озброєну "самооборону", а саме село спалила. Загинуло тоді бл. 100 осіб, в т.ч. беззбройних цивільних мешканців.
[3] Указ Президії Верховної Ради УРСР "Про укрупнення сільських районів УРСР (по Львівській області)" від 30 грудня 1962 р.
[4] До кінця існування СРСР до села так і не було прокладено дороги з твердим покриттям.